# Камйонка
Камє́нка, Камйонка (?) місц. назва Камюнка (словац. Kamienka) — село в Словаччині, Старолюбовняському окрузі Пряшівського краю.
Вперше згадується у 1342 році.
В селі є греко-католицька церква св. верховних апостолів Петра і Павла з 1790 р. та церква Успення Пресвятої Богородиці з 1760 р.
В селі працює фольклорний гурт «Барвінок».

## Географія
Розташоване в північно-східній частині Словаччини біля кордону з Польщею. Протікає потік Камєнка.

## Населення
| Рік:            | 1994. | 2004.   | 2014.   | 2024.   |
| --------------- | ----- | ------- | ------- | ------- |
| Кількість осіб: | 1440  | 1409    | 1376    | 1341    |
| Різниця:        |       | -2,15 % | -2,34 % | -2,54 % |

| Рік:            | 2023. | 2024.   |
| --------------- | ----- | ------- |
| Кількість осіб: | 1327  | 1341    |
| Різниця:        |       | +1,05 % |

В селі проживає 1 392 осіб.
Національний склад населення (за даними останнього перепису населення — 2001 року):
- словаки — 77,13 %
- русини — 16,83 %
- українці — 3,27 %
- цигани — 2,20 %

Склад населення за приналежністю до релігії станом на 2001 рік:
- греко-католики — 88,78 %,
- римо-католики — 7,60 %,
- православні — 0,28 %,
- не вважають себе віруючими або не належать до жодної вищезгаданої церкви- 2,07 %

## Уродженці
- Ксеняк Микола — письменник, байкар.

Греко-католицьким парохом в селі є священник Франтішек Крайняк, який з групою однодумців перекладає християнські релігійні тексти русинською мовою.